# Aplonis magna
Aplonis magna е вид птица от семейство Скорецови (Sturnidae). Видът е незастрашен от изчезване.

## Разпространение
Разпространен е в Индонезия.